# 結束機
結束機（けっそくき）とは、荷物などを結束する機械のこと。梱包機ともいう。機械を用いずひも単体で結束する製品についても、本項で扱う。

## 概要
段ボール箱の梱包などには手持ち式のPPバンドの自動梱包機（自動結束機）が利用されており、バンド溶着・バンド切断などの機能部分は電動の製品が多いが、バンドの締め付けは、手動でレバーを動かす製品と、電動もしくはエアで締め付ける製品がある。また電動タイプにはコード式とバッテリー式がある。梱包機を使用する場合のバンド接合は、熱溶着もしくはバイブレーション溶着が主である。
なお、右の写真は据え置き型の半自動梱包機または自動梱包機に分類される商品のものだと思われる。

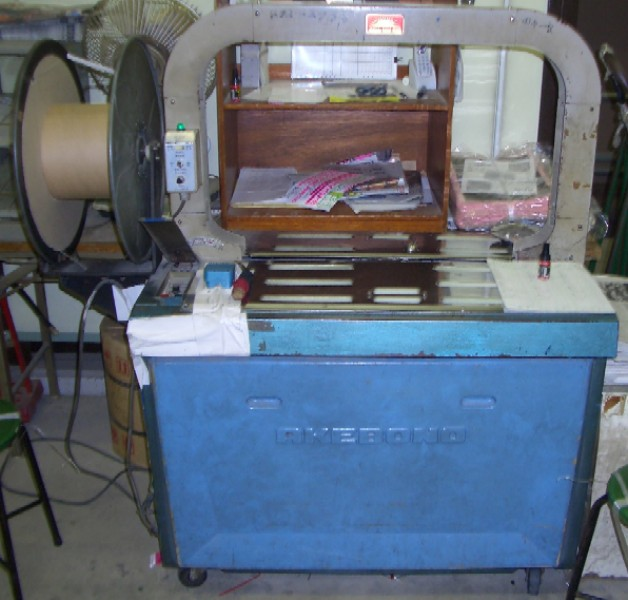
PPバンド用梱包機
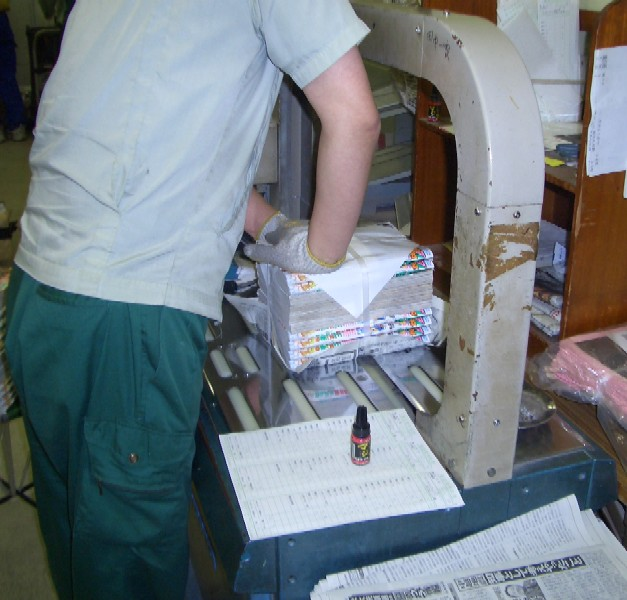
実際にPPバンド用梱包機を用いて雑誌を梱包している様子

## 結束ひも
ポリプロピレン製のバンドはPPバンド（PPはポリプロピレンの略称）と呼ばれ、表面が網目模様になっているものが段ボール箱の梱包によく利用される。手作業の場合はプラスチック製の固定部品で固定する。0PEバンドや帯鉄を使った物もある。
表面に光沢がある自動結束機用ひも（PE/PP結束機ひも）フローレンはシーアイ化成の登録商標である。
ポリプロピレンの他にも、ポリエステル製の結束バンドがあり、PETバンドと呼ばれている。PETバンドは、パレット梱包やベール梱包の結束に使用される。

### ケーブルタイ用

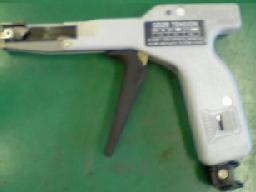
パンドウィットの結束工具 GS2B TENSION

ケーブルタイ用の手動結束機には、自由長ケーブルタイを個別のロック部品で締め付けてから切断するタイプと、固定長ケーブルタイ（写真1）を結束対象に手で仮止めした物を締め付けてから切断を行なうだけのタイプの2タイプがある。前者としては、仁礼工業の「しめしめシリーズ」、サンワサプライの「ケーブル結束機　CABD1」が代表的であり、後者としては、ヘラマンタイトンの「タイメイト」シリーズ、パンドウイットの「GS2B」等が代表的である（しめしめシリーズの一部製品は手作業用　タイメイトの一部製品はエア式）。
しめしめシリーズには、しめしめ33（バンド幅3.3mm、増し締めレバーなし）、しめしめ45（バンド幅4.5mm、増し締めレバーなし、スタンダード品）、しめしめ45-II（バンド幅4.5mm、増し締めレバーあり）、しめしめ60-II（バンド幅6mm、増し締めレバーあり）、しめしめ60（バンド幅6mm、結束機なしの手作業結束タイプ）、しめしめ80（バンド幅8mm、結束機なしの手作業結束タイプ）、しめしめPro（結束機なしの手作業結束タイプ）などがある。
ケーブルタイ用の自動結束機のハンディ製品としては、ヘラマンタイトンのAT2000やAT2060、ナスデンの「クルック　ET-5100」が代表的である。これらはヘッド部の大きさの制約ため、対象は主に電線等のみであり、雑誌類の結束は不可能である。
自由長型の手動結束機用のケーブルタイは、バンドとロック部品が別になっており、結束に使う長さだけを出して結束することができるため、バンドの無駄が少ない。固定長型の手動結束機と上記の自動結束機用のケーブルタイは、あらかじめ規定の長さにカットされているため、余りが発生することになる。

### 用途別結束ひも

#### 物理的・化学的特性
耐磨耗性、耐油性、耐有機性、耐候性（主に耐紫外線特性）、耐熱性、耐低温性、難燃性、耐薬品性、帯電防止特性、耐放射線性といった、物理的・化学的な特性を持った種類が揃えられている。ひとつの製品に複数の耐性が備わっていることが多い。

#### 分類用結束ひも
何種類かの色が付けられていたり、文字を書き込めるラベルが付いていたりして、結束した電線等を、用途別に識別できるように工夫されている結束ひももある。

## 用途
農業用としては、野菜類を結束して出荷するための野菜結束機が存在する。
コンクリート工事の際の鉄筋の交差部分を結束するものとして、鉄筋結束機がある。これは針金を使用する。鈍し鉄線にて鉄筋を結束するハッカー（くくり・手ハッカー）と呼ばれる器具の代わりに使われる事がある。